# Ministério do Trabalho e Emprego
Ministério do Trabalho e Emprego (MTE) é um ministério do Governo do Brasil, reestruturado pelo ex-presidente Michel Temer por meio da medida provisória nº 726, de 2016, convertida na lei nº 13.341, de 29 de setembro de 2016 e extinto durante o governo Jair Bolsonaro, tendo suas atribuições divididas entre o Ministério da Economia, o Ministério da Cidadania e o Ministério da Justiça e Segurança Pública.
Sua competência abrange os seguintes assuntos: políticas e diretrizes para a geração de emprego, renda e apoio ao trabalhador; políticas e diretrizes para a modernização das relações do trabalho; fiscalização em segurança e saúde no trabalho; fiscalização do trabalho, inclusive do trabalho portuário, bem como aplicação das sanções previstas em normas legais ou coletivas; política salarial; formação e desenvolvimento profissional;  política de imigração; e cooperativismo e associativismo urbanos. Publicava, anualmente, a Relação Anual de Informações Sociais (RAIS) informada obrigatoriamente pelas empresas brasileiras.
Em 3 de dezembro de 2018, o ministro extraordinário da transição do governo Michel Temer, Onyx Lorenzoni, confirmou que após 88 anos de atividade, o Ministério do Trabalho seria extinto durante o governo de Jair Bolsonaro.
Em 1 de janeiro de 2019, foi extinto oficialmente, tornando-se uma secretaria especial do Ministério da Economia.
Em 28 de julho de 2021, foi recriado oficialmente como Ministério do Trabalho e Previdência.
Em 1 de janeiro de 2023, retorna a ser Ministério do Trabalho e Emprego com as pautas de previdência social destinadas ao seu respectivo ministério.

## Denominações oficiais
- Ministério do Trabalho, Indústria e Comércio (MTIC), em 26 de novembro de 1930 (criação)[3][10]
- Ministério do Trabalho e Previdência Social, em 22 de julho de 1960
- Ministério do Trabalho, em 1 de maio de 1974
- Ministério do Trabalho e da Previdência Social, em 11 de janeiro de 1990
- Ministério do Trabalho e da Administração Federal, em 13 de maio de 1992
- Ministério do Trabalho e Emprego (MTE), em 1 de janeiro de 1999
- Ministério do Trabalho e Previdência Social (MTPS), em 2 de outubro de 2015
- Ministério do Trabalho (MTb), em 12 de maio de 2016[4][5] (extinto em 2019)[3][10]
- Ministério do Trabalho e Previdência (MTP), em 28 de julho de 2021 (recriação)[3]
- Ministério do Trabalho e Emprego (MTE), em 1 de janeiro de 2023